# Batalion ON „Szamotuły”

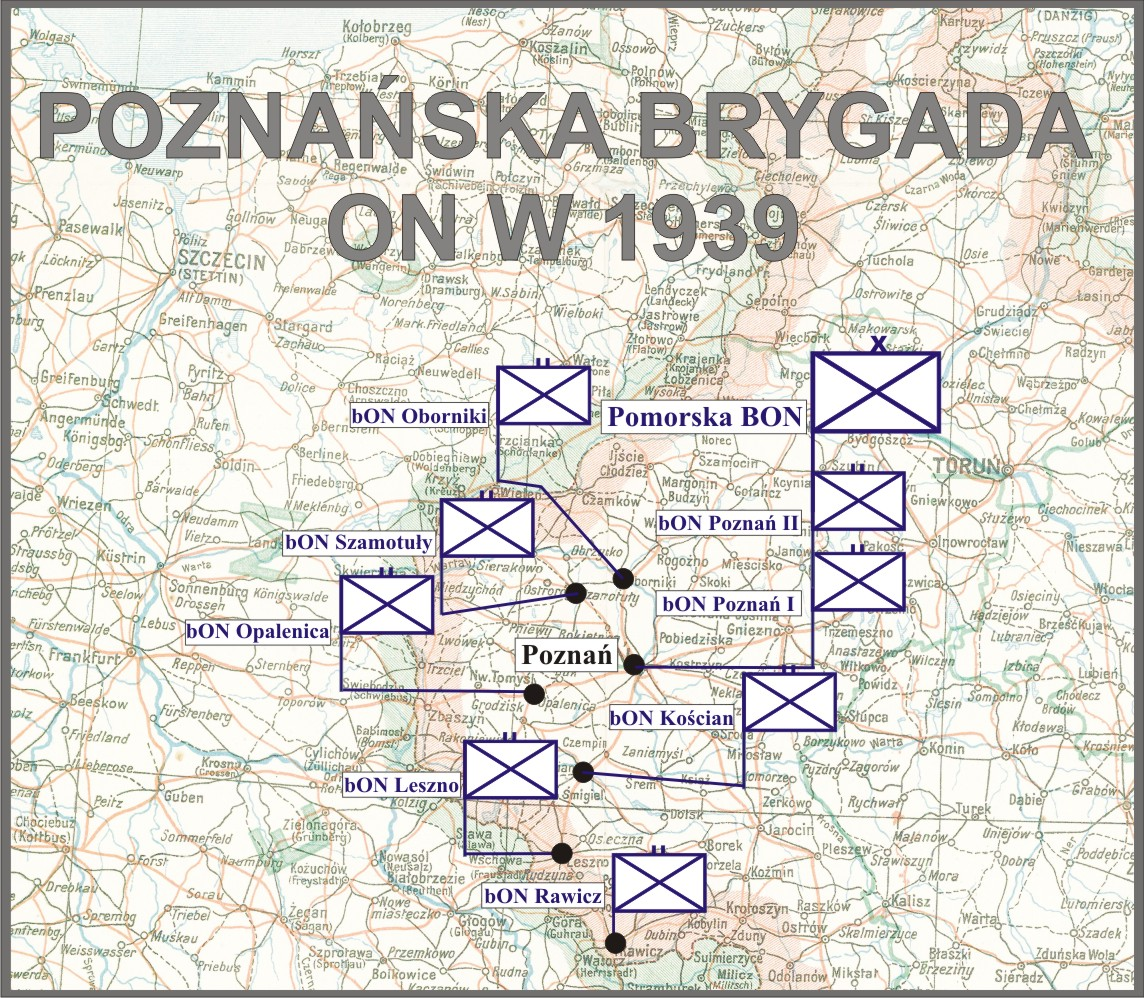
Poznańska Brygada ON

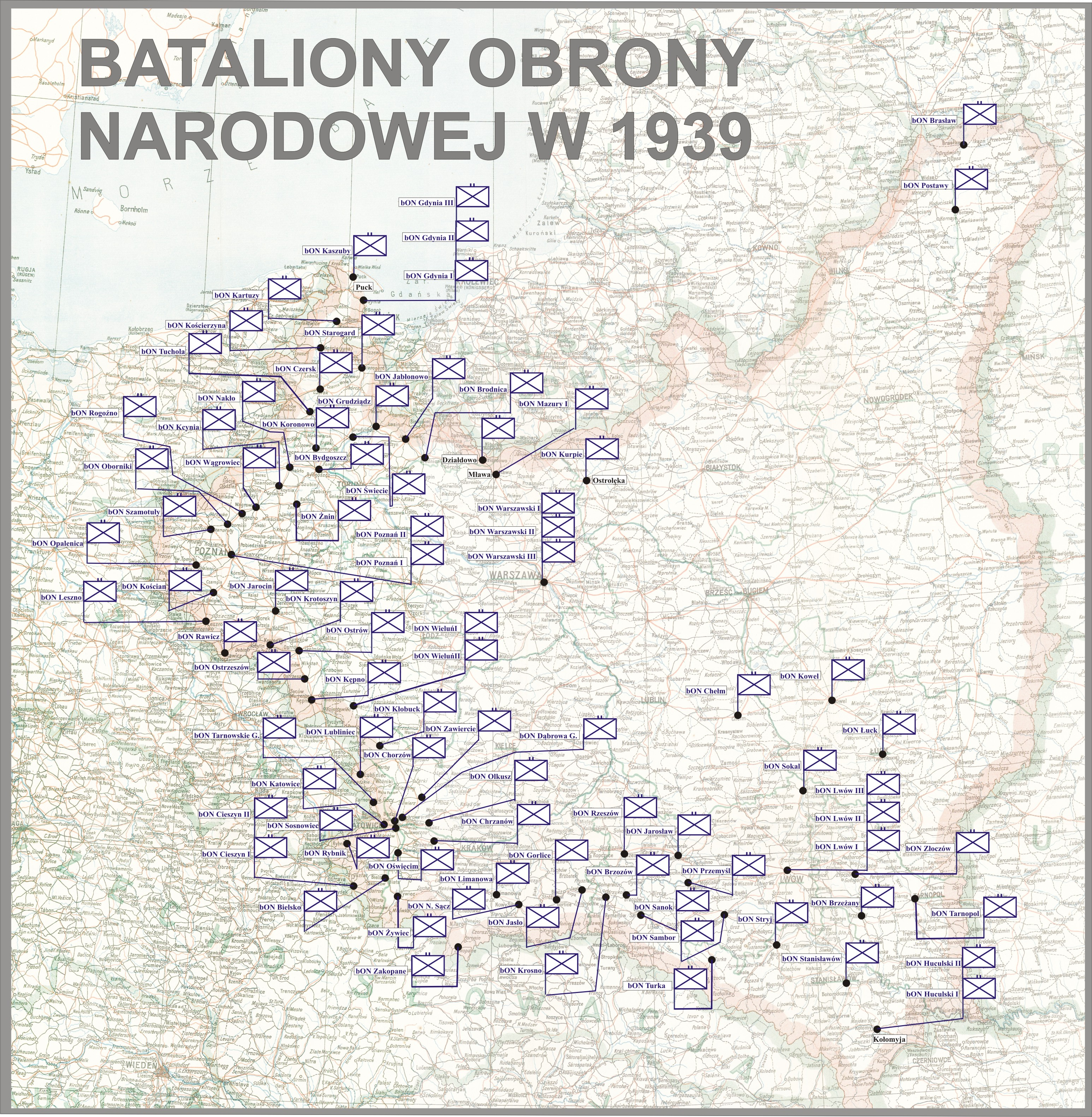
Obrona Narodowa w 1939

Szamotulski Batalion Obrony Narodowej (batalion ON „Szamotuły”) – pododdział piechoty Wojska Polskiego II RP.
Pododdział sformowany został wiosną 1939, w składzie Poznańskiej Brygady ON według etatu batalionu ON typ IV. Dowództwo i pododdziały specjalne batalionu oraz 1 kompania ON stacjonowały w Szamotułach, 2 kompania ON we Wronkach, a 3 kompania ON w Pniewach.
Jednostką administracyjną i mobilizującą dla Szamotulskiego batalionu ON był 57 pułk piechoty wielkopolskiej w Poznaniu.
Kampanię wrześniową rozpoczął w składzie 14 Wielkopolskiej Dywizji Piechoty (Armia „Poznań”) po czym włączony został do improwizowanego Pułku ON ppłk rez. Bernarda Śliwińskiego, który z kolei wszedł w skład Zgrupowania płk Stanisława Siudy.

## Obsada personalna
- Dowództwo
  - dowódca batalionu – kpt. Stanisław Steczkowski
  - adiutant batalionu – por. rez. Cezary Skorupski
  - lekarz medycyny – plut. pchor. rez. E.Chmielewski
  - intendent – Jan Forecki
  - płatnik – por. rez. Marian Staniszewski

- 1 kompania ON „Szamotuły”
  - dowódca – por. rez. Franciszek Kurowski
  - dowódca I plutonu – ppor. rez. Władysław Ziajka[1]lub ppor. rez. Felicjan Klupsch
  - dowódca II plutonu – ppor. rez. Zygmunt Straszewski[1] lub ppor. rez. Antoni Szubczyński
  - dowódca III plutonu – ppor. rez. Feliks Klupsch[1] lub ppor. rez. Zygmunt Straszewski
  - dowódca plutonu km – chor. Ignacy Robaszkiewicz

- 2 kompania ON „Wronki”
  - dowódca – por. Kazimierz Zaremba
  - dowódca I plutonu – por. rez. Wawrzyn Chojnacki
  - dowódca II plutonu – ppor. rez. Ernest Błaszczyk
  - dowódca III plutonu – ppor. rez. Kazimierz Dominiczak
  - dowódca plutonu km – ppor. rez. Czesław Fiedorowicz

- 3 kompania ON „Pniewy”
  - dowódca – ppor. rez. Wacław Birkholz (od VII.1939)
  - dowódca I plutonu – por. rez. Michał Krüger
  - dowódca II plutonu – ppor. rez. Władysław Kunz lub ppor. rez. Tomasz Woźniak
  - dowódca III plutonu – ppor. rez. Bolesław Szczerkowski
  - dowódca plutonu km – ppor. rez. Franciszek (lub Tomasz) Berger (lub Beger)

- Pododdziały specjalne
  - dowódca plutonu przeciwpancernego – kpr. rez. Władysław Raith
  - dowódca oddziału zwiadowców – ppor. rez. Jerzy Kryński
  - dowódca plutonu pionierów - por. rez. Bartkowski[1]
    - dowódca drużyny pionierów – kpr. rez. Sylwester Napierała

  - dowódca oddziału łączności –

- Kompania Przysposobienia Wojskowego (pododdział przydzielony)
  - dowódca – kpt. rez. Zygmunt Gieremek
  - zastępca dowódcy – por. rez. Henrykowski